# Le Bal des voleurs
Le Bal des voleurs est une pièce de théâtre (« comédie-ballet ») de Jean Anouilh produite pour la première fois au théâtre des Arts de Paris, le 17 septembre 1938 dans une mise en scène d'André Barsacq, sur une musique de Darius Milhaud. La pièce est composée en quatre tableaux (et non pas actes) : chacun se situe dans un lieu particulier et les scènes ne sont pas indiquées.
Elle fait partie des Pièces roses avec Humulus le muet (1929), Léocadia (1940) et Le Rendez-vous de Senlis (1941).

## Résumé
La riche mais vieille Lady Hurf s'ennuie à Vichy, ainsi que ses deux nièces, Eva et Juliette, et son vieil ami Lord Edgard. Elle et ses nièces sont harcelées par les Dupont-Dufort, Père et Fils, banquiers au bord de la faillite qui aimeraient renflouer leur entreprise grâce à une belle dot.
L'arrivée de trois voleurs, Peterbono le chef, Hector le séducteur et Gustave l'apprenti, va tout changer. En effet, Hector flirte avec Eva tandis que Gustave et Juliette tombent amoureux. Alors que Peterbono, flairant un bon coup, décide de les faire passer pour des Grands d'Espagne ruinés par la révolution, Lady Hurf détecte immédiatement la supercherie et saute sur cette occasion de s'amuser en prétendant reconnaître en lui son ami le Duc de Miraflor, rencontré à Biarritz en 1902 et mort depuis, et invite nos trois voleurs dans sa villa. Hector et Peterbono sont ravis mais Gustave est malheureux de devoir jouer la comédie à sa bien-aimée, qui sent que quelque chose ne va pas.
Lord Edgard finit par retrouver le faire-part de décès du véritable Duc de Miraflor, mais Juliette le lui subtilise et découvre la vérité.
Alors que tous - ou presque - sont partis au casino où est organisé, croient-ils, un Bal des Voleurs (qui était en vérité  un Bal des Fleurs et n'ont pas pu rentrer), Gustave décide de piller la maison et de s'enfuir tout de suite. C'est alors que Juliette le rejoint et le persuade de la laisser partir avec lui. Peu après, les autres rentrent. Les autres étant partis se changer, les Dupont-Dufort découvrent le cambriolage et appellent la police. Ils essaient de prévenir Lady Hurf mais celle-ci ne veut rien entendre et ce sont eux qui se font arrêter par les forces de l'ordre ! La vieille aristocrate chasse alors les voleurs, puis se rend compte de l'absence de Juliette. Tous soupçonnent Gustave de l'avoir enlevée, mais celui-ci la ramène endormie pour lui épargner une vie de voleur. Juliette se réveille et refuse, et Lord Edgard prétend alors reconnaître en Gustave un fils qu'on lui aurait volé en bas âge pour permettre à sa vieille amie de consentir au mariage.

## Distribution de 1950
- Jean-Roger Caussimon
- Jean Bertho
- Pierre Palau
- Jean Francel
- Yvonne Clech
- Cécilia Paroldi
- Madeleine Geoffroy
- Maurice Jacquemont
- René Clermont[1]

## Commentaires
La pièce reprend sur le ton de la comédie une partie des personnages du Voyageur sans bagage, créé l'année suivante dans la série des Pièces noires. Le nom de Dupont-Dufort vient quant à lui de Y'avait un prisonnier (1934).

## Renouvellement du genre de la comédie-ballet
A travers cette pièce, Jean Anouilh tente de transposer le genre de la comédie-ballet dans son époque contemporaine.